# هانز هارت
هانز هارت (بالألمانية: Hans Hart ) (و. 1923 – م) هو فيزيائي، وأستاذ جامعي من ألمانيا .

## مناصب وهيئات
أدار جامعة هومبولت في برلين.